# Ignacio Azkarate
Ignacio Azkarate Artazkoz (Bilbao, 15 luglio 1929 – ...) è stato un calciatore spagnolo, di ruolo difensore.

## Carriera

### Club
Dopo aver esordito in prima squadra con l'Indautxu, passa al Barakaldo e poi all'Athletic Bilbao, squadra con la quale debutta in Primera División spagnola nella stagione 1953-1954, precisamente nella partita Athletic Bilbao-Atlético Madrid del 21 marzo 1954, durante la quale sigla anche il gol del definitivo 1-1.
Con i Rojiblancos  trascorse quattro stagioni durante le quali vinse un campionato e due Coppe del Re, concludendovi la carriera nel 1957.

## Palmarès

### Competizioni nazionali
- Campionato spagnolo: 1

Athletic Bilbao: 1955-1956
- Coppa di Spagna: 2

Athletic Bilbao: 1955, 1956